# Amphiophiura scabra
Amphiophiura scabra är en ormstjärneart som beskrevs av Jean Baptiste François René Koehler 1905. Amphiophiura scabra ingår i släktet Amphiophiura och familjen fransormstjärnor. Inga underarter finns listade i Catalogue of Life.